# Општина Варашти (Ђурђу)
Варашти (рум. Vărăşti) општина је у Румунији у округу Ђурђу.
Oпштина се налази на надморској висини од 51 m.